# Akhilleusz haragja
Az Akhilleusz haragja Jacques-Louis David festménye, amely a Fort Worth-i Kimbell Art Museum gyűjteményének része.

## Keletkezése
Jacques-Louis David Európa vezető neoklasszikus festője volt a francia forradalom és I. Napóleon francia császár időszakában, de 1815-ben, a waterlooi csata után el kellett hagynia Franciaországot politikai szerepvállalása miatt. A művész Brüsszelbe költözött, és ott festette meg az Akhilleusz haragját 1819-ben.
David Euripidész Iphigénia Auliszban című drámájából, illetve az abban szereplő történetet feldolgozó Jean Racine-színműből, az Iphigeneiából vette témáját. A történet szerint a trójai háborúba tartó görög sereg elakad Auliszban, ahonnan csak akkor indulhat tovább, ha kiengeszteli Artemiszt. Ehhez Agamemnónnak fel kell áldoznia lányát, Iphigeneiát. A festmény azt a pillanatot örökíti meg, amikor Akhilleusz, Iphigeneia vőlegénye megtudja, hogy nem veheti el a lányt, mert apja a görög sereg érdekében feláldozza.
Akhilleusz a kép bal oldalán, háttal áll a szemlélőnek. Éppen kardjáért nyúl, hogy haragjában lesújtsa a kompozíció másik szélét elfoglaló Agamemnont. Utóbbi szigorú arccal mered a hősre, így fékezve meg a dühkitörést. Iphigeneia fehér ruhában van, kezét mellkasára szorítja, angyali arcán látszik, elfogadja a halált a szerelem helyett. Mögötte anyja, Klütaimnésztra, arcán gyász és csalódás Akhilleusz meghátrálása miatt.
A röntgenes vizsgálatok feltárták, hogy David először a figurák körvonalait rajzolta fel, és csak később öltöztette fel őket. A kezdeti vázlatokhoz képest a művész számos változtatásról döntött festés közben. Agamennon jobb válla például meztelen lett volna, David később borította be a tunika szövetével.